# Marina 101

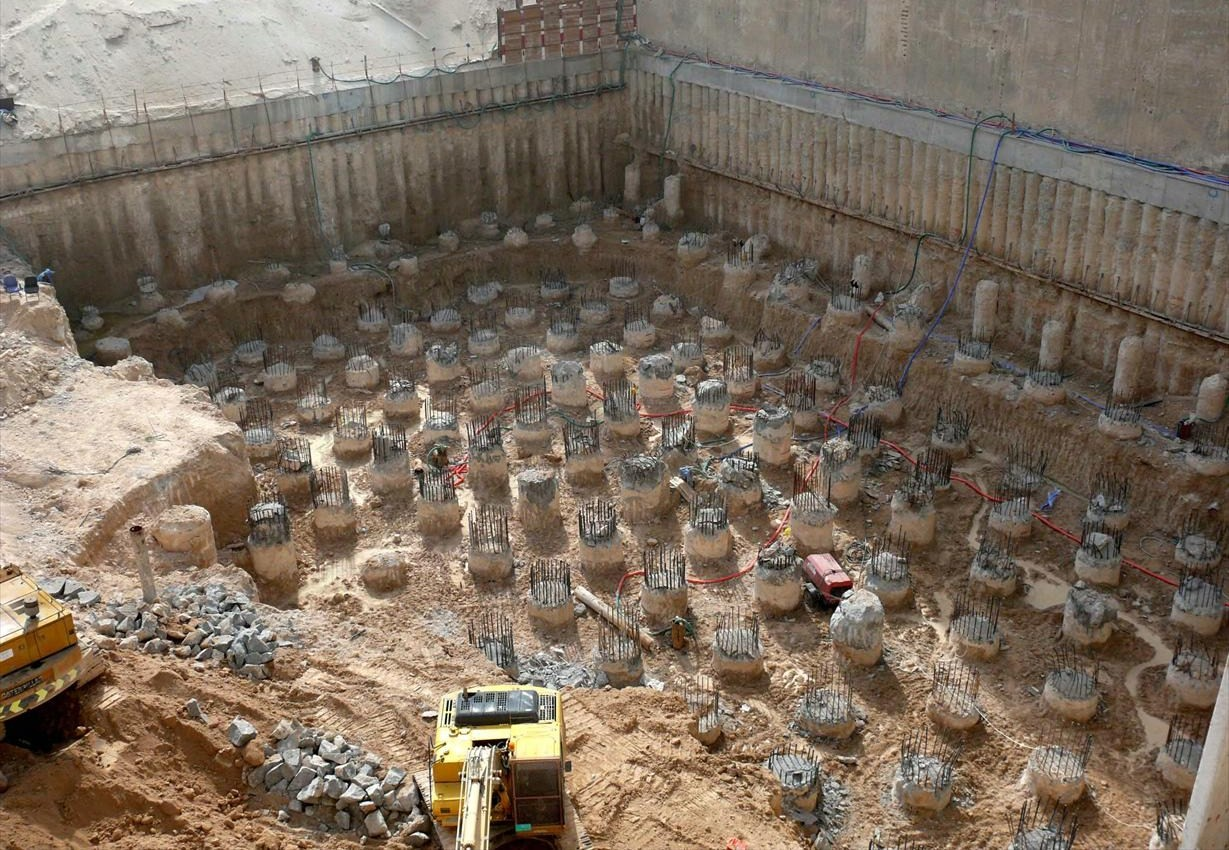
2008 januári állapot

A Marina 101 felhőkarcoló az Egyesült Arab Emírségekben, Dubaj városban. Az épület 101 szintes és 412 méter magas. 324 hotelszoba és 506 lakás kapott benne helyet. Tervezője a National Engineering Bureau nevű vállalat. Érdekessége, hogy mire elkészült, mindössze két méterrel lett alacsonyabb a szintén Dubajban található Princess Towernél.